# Рыжов, Егор Ильич
Егор Ильич Рыжов (род. 28 августа 2004, Санкт-Петербург, Россия) — российский профессиональный баскетболист, играющий на позиции центрового.

## Карьера
Рыжов начал заниматься баскетболом в Санкт-Петербурге под руководством тренера Светланы Валерьевны Кныш.
В сезоне 2021/22 Рыжов выступал за «Зенит-М» Единой молодежной лиге ВТБ и в ДЮБЛ за «Зенит-УОР №1», оформив вместе с этими командами «золотой дубль» — победы в обоих турнирах.
В июне 2022 года Рыжов подписал 3-летний контракт с «Зенитом».
В сезоне 2022/2023 Рыжов стал бронзовым призёром Единой молодёжной лиги ВТБ и был включён в символическую пятёрку «Финала четырёх».
В сезоне 2023/2024 Рыжов стал победителем Кубка России. В Суперлиге Егор был включён в символическую пятёрку регулярного сезона. В Единой молодёжной лиге ВТБ Рыжов во второй стал чемпионом турнира и был признан «Самым ценным игроком «Финала четырёх».
В сезоне 2024/2025 Рыжов стал серебряным призёром Единой лиги ВТБ и чемпионата России, а также бронзовым призёром Суперкубка Единой лиги ВТБ.

## Сборная России
В марте 2019 года Рыжов принял участие в сборе юниорской сборной России (до 15 лет).
В августе 2021 года Рыжов был включён в состав сборной России (до 18 лет) для участия в Еврочелленджере.
В январе 2023 года Рыжов принял участие в просмотровом сборе сборной России.
В июне 2023 года Рыжов принял участие в тренировочный сбор молодёжной сборной России (до 20 лет).

## Награды
30 апреля 2025 года Рыжову было присвоено звание «Мастер спорта России» за победу в Кубке России в сезоне 2023/2024.

## Достижения
- Серебряный призёр Единой лиги ВТБ: 2024/2025
- Бронзовый призёр Суперкубка Единой лиги ВТБ: 2024
- Серебряный призёр чемпионата России: 2024/2025
- Обладатель Кубка России: 2023/2024
- Чемпион Единой молодёжной лиги ВТБ (2): 2021/2022, 2023/2024
- Бронзовый призёр Единой молодёжной лиги ВТБ: 2022/2023
- Чемпион ДЮБЛ: 2021/2022